# Down the Road (Van Morrison)
| Recensione | Giudizio |
| ---------- | -------- |
| AllMusic   |          |

Down the road è un album discografico del cantante e chitarrista rock britannico Van Morrison, uscito nel 2002.

## Tracce
Testi e musiche di Van Morrison.
1. Down the Road – 4:19
2. Meet Me in the Indian Summer – 4:00
3. Steal My Heart Away – 4:24
4. Hey Mr. DJ – 3:49
5. Talk Is Cheap – 4:24
6. Choppin' Wood – 3:30
7. What Makes the Irish Heart Beat – 3:50
8. All Work and No Play – 4:55
9. Whatever Happened to PJ Proby? – 3:16
10. The Beauty of the Days Gone By – 5:51
11. Georgia on My Mind – 5:37
12. Only a Dream – 5:01
13. Evening Shadows – 4:04
14. Fast Train – 5:05